# يعقوب كاهان
يعقوب كاهان Ya'akov Cahan (26 يونيو 1881 – 20 نوفمبر 1960) شاعر وكاتب مسرحي ومترجم وكاتب ولغوي إسرائيلي.
حصل مرتين على جائزة إسرائيل في الأدب.

## حياته
ولد يعقوب كاهان في سلوتسك في روسيا البيضاء (وقتها في الإمبراطورية الروسية)، لعائلة من التجارة الأثرياء.
انضم إلى الحركة الصهيونية في عام 1897 وهو في سن السادسة عشرة. وهو أحد مؤسسي منظمة بن صهيون في سلوتسك. درس بين عامي 1903 و1909 في جامعات بيرن وميونخ وباريس. وحصل على الدكتوراه في عام 1909 في الفلسفة في جامعة بيرن. وعاد بعدها إلى بولندا.
وعمل بجهد على نشر اللغة العبرية كلغة منطوقة لليهود. نشر أولى قصائده عام 1901 في مجلة «الجيل» التي يحررها دافيد فريشمان.
وهاجر إلى فلسطين تحت الانتداب في عام 1934.
عاش عدة سنوات في شارع بياليك في مدينة تل أبيب.
وكان عضوا في لجنة اللغة العبرية منذ عام 1936، وعضوا في أكاديمية اللغة العبرية منذ إنشائها، وشغل منصب نائب رئيس الأكاديمية من عام 1957 إلى عام 1967، وعضوا في لجنة المصطلحات ولجنة النسخ والنحو.
كتب قصديدة «أغنية المتمردين» في عام 1903 بعد أعمال الشغب التي حدثت في كيشيناو.  

## جوائز
- جائزة بياليك في الأدب – 1938.[3]

- جائزة إسرائيل في الأدب – 1953[4] ومرة أخرى في عام 1958.[5]

- جائزة تشيرنيخوفسكي في الترجمة – 1956. لترجماته من الأدب الألماني وللجزء الأول من مسرحية فاوست للأديب الألماني جوته، وكذلك أعمال أخرى لجوتة منها توركواتو تاسو، وإيفيغينيا في تاوريس، وكذلك مجموعة مختارة من قصائد هاينريش هاينه.